# Starsi Grubsi Bogatsi
Starsi Grubsi Bogatsi – czwarty studyjny album polskiego zespołu ska Vespa, wydany 1 marca 2010 roku nakładem wytwórni Showbiz Monstaz Records. Utworem promującym płytę wybrana została piosenka To tyle dziś kosztuje do której nakręcony został teledysk.

## Lista utworów
1. Czołówka
2. Vespa Pany
3. Powiem Ci
4. Tańcz!
5. Law mi forewer (cover piosenki Love me forever z repertuaru The Mighty Vikings)
6. To tyle dziś kosztuje
7. Miś chce iść
8. Wstawaj dziewczyno (cover piosenki Get up Edina z repertuaru Desmonda Dekkera)
9. Zejdź mi z oczu
10. Porek II: Powrót toksycznych mutantów
11. Christine
12. Pi Bip
13. Morze gorzały, morze słów
14. Tyłówka

## Skład
- Alicja - saksofon, wokal
- Szymon a.k.a. "Porek" - trąbka, wokal
- Maciek - gitara, wokal
- Krzaq - gitara basowa, wokal
- Artur Grochowski - perkusja
- Przemysław Filipkowski - keyboard